# Lista episoadelor din Zack și Cody, ce viață minunată (Sezonul 1)
| România | România | România  | România            | România        |
| Sezon   | Sezon   | Episoade | Primul episod      | Ultimul episod |
| ------- | ------- | -------- | ------------------ | -------------- |
|         | 1       | 26 / 26  | 19 septembrie 2009 | 1 aprilie 2010 |

| Statele Unite | Statele Unite | Statele Unite | Statele Unite  | Statele Unite    |
| Sezon         | Sezon         | Episoade      | Primul episod  | Ultimul episod   |
| ------------- | ------------- | ------------- | -------------- | ---------------- |
|               | 1             | 21            | 18 martie 2005 | 27 ianuarie 2006 |

Sezonul 1 este considerat de 26 de episoade.
| # | # / Sezon | Titlu                                                               | Regizat de          | Scris de                            | Premieră Originală | Premieră România   |
| 1 | 1         | "Prin Hotel" (The Hotel)                                            | Jeny Quine          | Rich Correll                        | 18 martie 2005     | 19 septembrie 2009 |
| Gemenii, Zack și Cody sunt introduși ca personaje principale. Stau cu mama lor, Carey la Hotelul Tipton. Gemenii sunt respinși de copiii populari de la școală și se împrietenesc cu Tenie și Max. După ce niște copii află că gemenii locuiesc la Tipton, asaltează hotelul. Copiii cei șmecheri încearcă să îi facă pe Zack și Cody să le facă farse lui Max și Tenie și să fie răi cu toată lumea. Între timp, Maddie îi dă meditații lui London la matematică și London o ajută cu problemele în dragoste. |           |                                                                     |                     |                                     |                    |                    |
| 2 | 2         | "Cea Mai Frumoasă Dintre Toate" (The Most Beautiful Of All)         | Rich Correll        | Valerie Ahern, Christian McLaughlin | 18 martie 2005     | 19 septembrie 2009 |
| Cody intră accidental într-un concurs de frumusețe după ce urmărește o fată frumoasă într-o cabină de schimb și îi dă niște flori. Când aude că vine Dl. Moseby, Cody se deghizează în fată. Cody se descurcă bine, dar decide să renunțe ca Rebecca să aibă mai multe șanse să câștige banii și să deschidă un adăpost de animale. Zack încearcă să intre în locul lui Cody și să câștige bani pentru a-și cumpăra lui și fratelui său câte o bicicletă. Rebecca inițial e nervoasă când află că de fapt Cody e băiat, dar se calmează și îi dă un pupic de rămas bun când pleacă de la Tipton. |           |                                                                     |                     |                                     |                    |                    |
| 3 | 3         | "Maddy Se Cazează La Hotel" (Mady Are Places In Hotel)              | Rich Correll        | Danny Kallis, Jim Geoghan           | 25 martie 2005     | 26 septembrie 2009 |
| Jason, un musafir bogat, e atras de Maddie. Maddie minte că e bogată, crezând că lui Jason nu îi plac numai bogătașele. London îl place pe Kyle (prietenul lui Jason). Jason îi propune lui Maddie să îi cunoască părinții, astfel Zack și Cody o ajută pe Maddie să facă să pară ca și cum ar sta în Apartamentul Imperial. Planul e în pericol când un luptător renumit se cazează la Tipton în Apartamentul Imperial. |           |                                                                     |                     |                                     |                    |                    |
| 4 | 4         | "Inspector De Hotel" (Inspector Hotel)                              | Henry Chan          | Marc Flanagan                       | 1 aprilie 2005     | 3 octombrie 2009   |
| Zack lasă accidental șobolani liberi în hotel și astfel Dl. Moseby e concediat, așa că gemenii încearcă să pară ca și cum noul manager, inspector hotelier Ilsa (care e rea cu angajații) nu face față cu treburile hotelului, astfel ar fi concediată și Dl. Moseby s-ar putea întoarce.(Ilsa revine în episodul 14 și apare și în următoarele sezoane). |           |                                                                     |                     |                                     |                    |                    |
| 5 | 5         | "Pedepsiți la etajul 23" (Grounded on the 23rd Floor)               | Lee Shallat-Chemel  | Danny Kallis, Jim Geoghan           | 8 aprilie 2005     | 4 octombrie 2009   |
| Zack și Cody sunt pedepsiți pentru că l-au accidentat pe Dl. Moseby. Mama lor are probleme cu banii pentru că băieții au cheltuit prea mult pe serviciul în cameră și alte lucruri. Când gemenii află că o nuntă a unor vedete e ținută la Tipton și ca o poza cu sărutul lor valorează mulți bani, se decid să treacă neobservați de Maddie, care avea grijă de ei și să facă acea poză. |           |                                                                     |                     |                                     |                    |                    |
| 6 | 6         | "Prinț și instalator" (The Prince & The Plunger)                    | Andrew Tsao         | Adam Lapidus                        | 15 aprilie 2005    | 5 octombrie 2009   |
| Arwin îi trimite flori lui Carey ca admirator secret. E crede că e sunt de la Sergiu, care o minte și spune că așa e. Sergiu și Carey încep să iasă împreună, dar Zack și Cody sesizează lipsa de onestitate și încearcă să îi despartă pentru a-l ajuta pe Arwin. Arwin își explică sentimentele lui Carey, dar aceasta îl respinge. Între timp, Dl. Moseby încearcă să facă hotelul să arate perfec pentru sosirea domnului Tipton. |           |                                                                     |                     |                                     |                    |                    |
| 7 | 7         | "Picior Scrântit" (Foot Loser)                                      | Andrew Tsao         | Bill Freiberger                     | 22 aprilie 2005    | 6 octombrie 2009   |
| Max aude de un concurs de dans și vrea să vadă care se potrivește mai bine să danseze cu ea: Zack sau Cody. Dar când Cody își dă seama că Zack este mai bun la orice decât el, Cody încearcă să își descopere și el talentul. Lucrurile se complică atunci când Zack sare în pat și se lovește la picior. Fiindcă el nu mai poate dansa, Cody se decide sa îl inlocuiască. Dar Carey află de toată treaba și îi dă de gol, astfel Max și Zack sunt descalificați. Între timp London îi împrumută bani lui Maddie să îi ducă pe părinții săi la Paris, dar London o șantajează pe Maddie cu faptul că i-a dat bani. Văzând cum profită London de Maddie, Esteban, Dl. Moseby și angajații strâng bani și îi dau lui Maddie ca aceasta să scape de datoria către London.                           |           |                                                                     |                     |                                     |                    |                    |
| 8 | 8         | "Povestea unei seri de bal" (A Prom Story)                          | Jim Drake           | Jeny Quine                          | 6 mai 2005         | 7 octombrie 2009   |
| Zack o aude pe Maddie spunând că îi place un băiat, doar că e o diferență de vârstă, și crede că e vorba de el. Ea de fapt vorbește de Jeff, un băiat care e cu trei ani mai mare (Zack fiind cu trei ani mai mic ca ea). Între timp, Cody e obsedat de mimă când circul vine la Tipton. |           |                                                                     |                     |                                     |                    |                    |
| 9 | 9         | "Bandă în Boston" (Band in Boston)                                  | Rich Correll        | Billy Riback                        | 20 mai 2005        | 8 octombrie 2009   |
| Zack, Cody, Max și Tapeworm organizează o trupă numită Rock la pătrat, dar Zack și Cody se ceartă. Max și Tapeworm abandonează pentru că gemenii nu se pot înțelege, dar asta se rezolvă când cei doi sunt închiși în dulap, și spectacolul continuă. Între timp London cumpără instrumente noi pentru trupa lui Maddie și Lance, dar cere să o lase și pe ea în grup, însă nu e bună la nimic, ceea ce o îngrijorează pe Maddie că ar putea pierde concursul, dar Maddie nu o poate da afară pentru că London le-ar lua instrumentele. |           |                                                                     |                     |                                     |                    |                    |
| 10 | 10        | "Cody merge în tabără" (Cody Goes to Camp)                          | Rich Correll        | Jim Geoghan                         | 6 iunie 2005       | 17 octombrie 2009  |
| Zack și Cody nu se înțeleg prea bine, dar când Cody ia o notă bună la mate și pleacă în tabără cu Tapeworm, lui Zack i se face dor de fratele său. Dl. Moseby o învață pe London să conducă, dar aceasta sfârșește intrând cu mașina în hotel. Zack încearcă să o convingă pe London să îl ducă la Cody. Mai târziu ajung în tabără să îl ia pe Cody dar acesta vrea să mai stea. |           |                                                                     |                     |                                     |                    |                    |
| 11 | 11        | "De prins un hoț" (To Catch a Thief)                                | Jeff McCracken      | Ross Brown                          | 18 iunie 2005      | 24 octombrie 2009  |
| Zack și Cody încearcă să înlăture zvonul cum că Esteban e un hoț când e învinovățit că a furat bijuteriile unui musafir al hotelului. London pleacă în vacanță și nu își poate duce cățelușa cu ea deci o pune pe Maddie să aibă grijă de ea. Zack și Cody găsesc adevărații hoți, dar nimeni nu îi crede, așa că pregătesc o capcană. Cu ajutorul lui Esteban, Maddie, Ivana (cățelușa lui London) și Muriel, băieții reusesc să prindă hoții. Notă: Este prima dată când se menționează vaporul "S.S. Tipton" când London vorbește cu Maddie la telefon. Pe colacul de salvare din dreapta scrie "S.S. Tipton". "S.S. Tipton" este vaporul domnului Tipton (tatăl lui London) acesta este locul principal în care se va desfășura acțiunea în serialul al doilea "Ce viață minunată, pe punte" |           |                                                                     |                     |                                     |                    |                    |
| 12 | 12        | "E un hotel nebun, nebun, nebun" (It's a Mad, Mad, Mad Hotel)       | Lex Passaris        | Howard Nemetz                       | 17 iunie 2005      | 5 decembrie 2009   |
| După ce Esteban, Zack și Cody strică un tablou din hotel, găsesc un articol dintr-un ziar vechi. Arată un bărbat fiind arestat și zicând: "Mă voi întoarce după comoara mea." Zack și Cody încep să caute comoara, Maddie e apoi implicată, după care Muriel își oferă ajutorul cu condiția să își primească partea. Esteban și London li se alătură ceea ce cauzează un haos. În final se află că de fapt Muriel era comoara lui Piperatu'. |           |                                                                     |                     |                                     |                    |                    |
| 13 | 13        | "Săraca Fată Bogată" (Poor Little Rich Girl)                        | Dana deVally Piazza | Lloyd Garver                        | 22 iulie 2005      | 12 decembrie 2009  |
| După ce Dl. Tipton dă faliment din cauza unei investiți într-o mină de diamante, London e supărată pentru că acum e săracă. Prietenii ei bogați refuză să o ajute, deci Maddie e de acord să o lase să locuiască temporar în casa ei. London fiind nevoită să învețe să trăiască ca oamenii de rând. Între timp, Zack și Cody văd un film cu ei de când erau bebeluși, în care mama lor nu e sigură cine e cine, făcândui pe băieți să intre într-o criză de personalitate. |           |                                                                     |                     |                                     |                    |                    |
| 14 | 14        | "Prăjituri și povești de dragoste" (Cookin' with Romeo and Julliet) | Rich Correl         | Jeny Quine Adam Lapidus             | 22 iulie 2005      | 13 decembrie 2009  |
| Ilsa, inspectorul hotelier care voia să îl înlocuiască pe Dl. Moseby ca manager al hotelului Tipton (vezi episodul 4), se întoarce și îl anunță pe Dl. Moseby ca ea este noul manager al hotelului de vis-a-vis. Copilul șefului hotelului rival o place pe London, însă șefii hotelului se urăsc. Maddie o ajută să se întâlnească într-o ascunzătoare. Zack încearcă să facă bani cu ajutorul prăjiturilor lui Cody care sunt considerate foarte bune de oamenii care l-au încercat. Invitați speciali:Caroline Rhea ca Ilsa, Ben Ziff ca Todd , Sfântul Marth. |           |                                                                     |                     |                                     |                    |                    |
| 15 | 15        | "Zvonuri" (Rumors)                                                  | Rich Correl         | Bernadette Luckett                  | 14 august 2005     | 19 decembrie 2009  |
| London pornește un zvon despre Maddie și Lance care o supără pe Maddie, eventual ducând la pornirea accidentală a unui zvon despre London cum că ar avea o blană adevărată de vulpe în dulap. Până la urmă London pronunțase greșit și de fapt avea o imitație, ceea ce o derutase pe Maddie și aceasta înțelesese că e o blană adevărată. Cody încearcă să arate diferit de Zack și își vopsește părul. Dar accidental se face roșu și îl roagă pe Zack să dea interviul în locul său. |           |                                                                     |                     |                                     |                    |                    |
| 16 | 16        | "Pǎr Creț Și Basseball" (Big Hair & Baseball)                       | Rich Correl         | Pamela Eells O'Connell              | 28 august 2005     | 20 decembrie 2009  |
| Domnul Moseby îi ia pe Zack și Cody la un joc de baseball, dar el accidental prinde o minge de baseball care îi face pe Red Sox să piardă, și toți din Boston îl urăsc. Maddie încearcă să oprească ca părul ei să se încrețească pentru a merge la întâlnire cu un băiat. Invitați speciali:Chad Broskey ca Gavin |           |                                                                     |                     |                                     |                    |                    |
| 17 | 17        | "O Vedetă Rock În Hotel" (Rock Star in the Hotel)                   | Kelly Sandefur      | Jeny Quine Howard Nemetz            | 18 septembrie 2005 | 26 decembrie 2009  |
| Jesse McCartney stă la Tipton. London și Maddie încearcă să îl vadă în timp ce Zack obține suveniruri pe care le licitează fanilor. Cody lucrează la proiectul său de știință, un laser de frecvență înaltă, și Arwin îl ajută cu toate că e împotriva regulilor. Invitați speciali: Jesse McCartney el însuși, Sophie Oda ca Barbara Brownstein. |           |                                                                     |                     |                                     |                    |                    |
| 18 | 18        | "Deștept și Genial" (Smart & Smarterer)                             | Rich Correll        | Danny Kallis Adam Lapidus           | 10 octombrie 2005  | 9 ianuarie 2010    |
| Zack ia o notă proastă la școală și Carey îi spune că va trebui să meargă la școala de vară în cazul în care nu poate ține mediile ridicate. Cu toate acestea, după ce constată că Bob are mai mult timp pentru rezolvarea testelor, pentru că el are Dislexie, Zack se preface că are și el Dislexie. Dl. Moseby își pierde vocea, provocând haos în hotel. London și Maddie joacă șah, dar London iese câștigătoare, iar Maddie vrea să joace până va reuși să o înfrângă. |           |                                                                     |                     |                                     |                    |                    |
| 19 | 19        | "Fantoma din Apartamentul 613" (The Ghost of Suite 613)             | Rich Correll        | Danny Kallis Jim Geoghan            | 14 octombrie 2005  | 1 aprilie 2010     |
| Un zvon cum că apartamentul 613 este bântuit circulă prin hotel. Se spune că este bântuit de Irina, al cărei soț a murit. Chiar dacă le este frică, Maddie, London, Zack, Cody și Esteban intră în apartament, dar se petrec numai lucuri ciudate. Apoi, Zack și Cody fac un pariu cum că cine va pleca primul din apartament, va primit 5 dolari de la celălalt. Dar toți decid să îl sperie pe Zack deoarece el le făcea farse tuturor. Așa că, cu ajutorul lui Arwin, îl sperie și îl fac să piardă pariul. Notă : Acest episod a fost difuzat la data de 1 aprilie, cu ocazia Zilei Păcălelilor. |           |                                                                     |                     |                                     |                    |                    |
| 20 | 20        | "Vine Tata!" (Dad's Back)                                           | Rich Correll        | Jim Geoghan                         | 26 noiembrie 2005  | 16 ianuarie 2010   |
| Tatăl băieților, Kurt (Robert Torti) s-a întors. Zack devine plictisit de mama sa care mereu îl forțează să își facă temele, așa că Zack se ascunde în autobuzul de turneu al tatălui lui când pleacă. Carey decide să fie un părinte "distractiv", însă Kurt devine cel responsabil. London o antrenează pe Maddie deoarece nu avea deloc forță pentru ora de sport. |           |                                                                     |                     |                                     |                    |                    |
| 21 | 21        | "Crăciunul la Hotel" (Christmas at the Tipton)                      | Danny Kallis        | Danny Kallis Jim Geoghan            | 10 decembrie 2005  | 25 decembrie 2009  |
| Planurile tuturor sunt anulate când o furtună de zăpadă îi blochează pe toți în Tipton. Carey și băieții sunt blocați cu Kurt. După ce Cody îi vede pe Carey și Kurt că se îmbrățișează crede că se împacă. Maddie încearcă să o facă pe London să îi ia un cadou scump punând-o pe London să joace Moșul Secret, dar Maddie își pune numele pe toate biletele. Dl. Moseby are nevoie de ajutorul lui Arwin pentru a ține hotelul cald. Între timp un cuplu, Joseph și Mary (Iosif și Maria), care așteaptă un copil vin să stea la Tipton în ajunul Crăciunului, și femeia intră în travaliu, dar nu poate ajunge la spital deoarece drumurile sunt închise. Invitat special: Robert Torti ca Kurt                                                                                              |           |                                                                     |                     |                                     |                    |                    |
| 22 | 22        | "Pupici și Baschet" (Kisses & Basketball)                           | Lex Passaris        | Danny Kallis Jim Geoghan            | 1 ianuarie 2006    | 30 ianuarie 2010   |
| Max îl pupă pe Zack după ce câștigă un meci de baschet, apoi Zack o insultă pe Max pentru că se simte prost pentru că îl place. Echipa de baschet îl forțează pe Zack să meargă la întâlnire cu ea pentru a o face să se simtă mai bine, dar întâlnirea se termină urât, când Zack spune că a venit forțat, și Max se simte și mai rău. Maddie o ajută pe London cu problemele ei pentru cumpărături. Invitați speciali: Alyson Stoner ca Max, Dennis Bendersky ca Tapeworm |           |                                                                     |                     |                                     |                    |                    |
| 23 | 23        | "Stăpânul propriul destin" (Pilot Your Own Life)                    | Lee Shallat-Chemel  | Danny Kallis                        | 6 ianuarie 2006    | 20 ianuarie 2010   |
| Maddie și London se luptă să ajungă pe coperta unei reviste. Cody convinge angajații lui Moseby să își stăpânească propriul destin ceea ce cauzează o grămadă de haos. |           |                                                                     |                     |                                     |                    |                    |
| 24 | 24        | "Îndrăgostit" (Crushed)                                             | Rich Correll        | Pamela Eells O'Connell Adam Lapidus | 13 ianuarie 2006   | 13 martie 2010     |
| O colegă de clasă pe nume Agnes (Allie Grant) se îndrăgostește de Cody pentru că e singurul elev care nu e rău cu ea. Îl învită în oraș la o întâlnire dar Cody îl trimite pe Zack ca să o desguste și să scape de ea. Agnes afla că de fapt e Zack nu Cody și începe să îl placă și pe el. London o forțează pe Ivana să se întâlnească cu un câine. Ivana se îndrăgostește de câinele lui Maddie Scamp. Invitați speciali: Allie Grant ca Agnes, Emma Stone ca vocea lui Ivana |           |                                                                     |                     |                                     |                    |                    |
| 25 | 25        | "Pauze Publicitare" (Commercial Breaks)                             | Rich Correll        | Danny Kallis                        | 20 ianuarie 2006   | 20 martie 2010     |
| Dl Moseby i-a informat pe toți din hotel că dl Tipton,tatăl lui London, vrea să facă o reclamă în Hotelul Tipton și că toți trebuie să meargă la audiții pentru a vedea cine va fi vedeta reclamei. Dar fiindcă London este fiica domnului Tipton,ea este aleasă. Până la urma,London nu se descurcă și îi ia locul dl Moseby, iar apoi, Carey, fiindcă dl Moseby se accidentează. La final,toți iau parte la reclamă și dl Tipton spune că a fost o reclamă minunată și că i-a plăcut. Invitați speciali : Steve Hytner ca Herman. |           |                                                                     |                     |                                     |                    |                    |
| 26 | 26        | "Vacanța în Oraș" (Boston Holiday)                                  | Lex Passaris        | Pamela Eells O'Connell              | 27 ianuarie 2006   | 27 martie 2010     |
| Prințul Sanjay s-a cazat la Tipton și și-a făcut doi prieteni, Zack și Cody. Deoarece prințul voia să trăiască o viață normală, Cody îi a luat locul la ceremonie, iar Sanjay s-a dus la mall cu Zack unde a luat haine fără să plătească și au ajuns amândoi la închisoare. Între timp, London voia să știe de existența extratereștrilor, iar Maddie a ajutat-o cu visul ei si au întâlnit extratereștrii, dar arătau ciudat fiind că pe planeta lor erau 2000 de grade tot anul. Ca să nu aibă un coșmar, London le-a dat crema ei, care era în realitate era de fapt un balon agățat de o antenă TV pe care scria "La mulți ani London!" pentru că ziua ei a fost acum o săptămână. |           |                                                                     |                     |                                     |                    |                    |